# Buite (saint)
Saint Buite ou Buite mac Bronach est un saint irlandais du VIe siècle, né en Écosse au Ve siècle, qui a vécu aux alentours de 520 dans la province du Meath (à l'Est de l'Irlande). Il était le disciple de saint Patrick et a fondé l'établissement monastique de Monasterboice avant 521.

## Biographie
Une seule mention de ce saint est parvenu jusqu'à nous, c'est un texte assez tardif qui est la combinaison de deux biographies. La première est courte, racontant la prophétie de Buite concernant la naissance d'un autre saint : Colomba. La seconde est un compte-rendu sur les miracles de son corps.
Les tables généalogiques étudiées par Dobbs[Qui ?] indiquent qu'il faisait partie du clan des Ciannachta (en) et comme la plupart des saints de ce clan, il est relié à Ciannachta Glenn Gemin.
L’équivalent anglais de son nom, Boice, dérive de la forme latine Boecius. Il passe quelques années en Italie, puis devient missionnaire et part évangéliser les Pictes. Il fonde Monasterboice (Mainistir Bhuithe) en Irlande. Il meurt en 521. Son nom serait à l’origine du nom de lieu Carbuddo (Castrum Butthi'’).
Buite est déclaré saint par l'Église catholique. Il est fêté le 7 décembre.[réf. souhaitée]

## Crédits d'auteurs
- Cet article est partiellement ou en totalité issu de l'article intitulé « Buite » (voir la liste des auteurs).